# Howlin' Wolf
Howlin' Wolf, pseudonimo di Chester Arthur Burnett (White Station, 10 giugno 1910 – Hines, 10 gennaio 1976), è stato un cantante, chitarrista e armonicista statunitense.
È considerato uno dei massimi esponenti della musica blues. Nel 2004, la rivista Rolling Stone lo piazzò alla 51ª posizione nella lista dei 100 migliori artisti di tutti i tempi e alla 31ª nell'elenco dei migliori cantanti di sempre. Diversamente da molti altri musicisti di blues, durante la sua scalata al successo, Wolf ottenne sempre un grosso riscontro commerciale e finanziario.
La sua vita è stata raccontata nel film del 2009 Cadillac Records.

## Biografia
Nato a White Station vicino a West Point, nel Mississippi, è stato così chiamato in onore del ventunesimo presidente degli Stati Uniti, Chester A. Arthur. Soprannominato da ragazzino anche Big Foot e Bull Cow per la sua stazza imponente, adottò il nome d'arte con cui è divenuto celebre alla fine degli '20 in omaggio o alle storie sui lupi che era solito raccontargli il nonno o all'omonima canzone del contemporaneo bluesman Funny Papa Smith.
Da giovane ascoltava Charlie Patton, che tra l'altro gli insegnò a suonare la chitarra, i Mississippi Sheiks, Tommy Johnson e Jimmie Rodgers, il cui "blue yodel" venne in futuro integrato nello stile dello stesso Wolf. Inoltre Sonny Boy Williamson II, che per un periodo visse assieme a lui e a sua sorella, gli insegnò a suonare l'armonica a bocca.
Negli anni trenta condusse una vita da agricoltore nell'Arkansas, mentre durante il periodo della seconda guerra mondiale servì l'esercito statunitense come addetto alla radio a Seattle. Nel 1948 formò una prima band con i chitarristi Willie Johnson e M. T. Murphy, l'armonicista Junior Parker, il batterista Willie Steeke e un pianista ricordato solo come "Destruction". Più tardi Wolf iniziò a suonare nella radio KWEM a West Memphis, Arkansas, diventando una celebrità locale.
Le prime registrazioni risalgono al 1951 quando aveva simultaneamente firmato un contratto per la Modern e la Chess Records. Per quest'ultima registrò nell'agosto 1951 How Many More Years e per la Modern collaborò con l'artista Ike Turner. Alla fine la Chess vinse la sua "guerra" per rimanere l'unica etichetta discografica a tenere sotto contratto Wolf, il quale intorno al 1953 si stabilì definitivamente a Chicago, nell'Illinois.
Formò una nuova band con il chitarrista Hubert Sumlin che nel corso degli anni rimase l'unico elemento stabile. Si avvicendarono infatti numerosi musicisti, fra i tanti Jimmy Rogers, Buddy Guy e Otis "Big Smokey" Smother. Durante gli anni cinquanta Wolf scrisse quattro canzoni che si piazzarono nelle classifiche Billboard R&B: How Many More Years, Moanin' at Midnight, Smokestack Lightning e I Asked for Water.
Nel 1962 fece uscire l'importante e influente album Howlin' Wolf, conosciuto anche come il "The Rockin' Chair Album" per via della copertina raffigurante una sedia a dondolo. Il disco conteneva le canzoni Wang Dang Doodle, Goin' Down Slow, Spoonful, e Little Red Rooster, pezzi che entrarono nel repertorio di tutte quelle band che si ispiravano al Chicago blues. Nel 1964 prese parte all'American Folk Blues Festival che lo portò a viaggiare in Europa mentre l'anno successivo si esibì nello show televisivo Shindig assieme ai Rolling Stones.
Nel 1971 Wolf e Sumlin si recarono a Londra per registrare l'album The Howlin Wolf London Sessions, al quale hanno collaborato anche Eric Clapton, Steve Winwood, Ian Stewart, Bill Wyman e Charlie Watts. Pubblicò il suo ultimo album per la Chess, The Back Door Wolf, nel 1973.
Morì il 10 gennaio 1976 al Veteran Administration Hospital ad Hines, nell'Illinois, dopo aver subito numerosi infarti ed essersi ammalato di tumore.
Eric Clapton pagò per la sua lapide.
Nel 1980 venne introdotto nella Blues Hall of Fame.

## Discografia

### Album in studio
- 1959 - Moanin' In The Moonlight
- 1962 - Howlin' Wolf
- 1966 - Howlin' Wolf Sings The Blues - ristampato come Big City Blues
- 1966 - The Real Folk Blues
- 1967 - More Real Folk Blues
- 1967 - The Super Super Blues Band (Howlin' Wolf, Muddy Waters, Bo Diddley)
- 1969 - The Howlin' Wolf Album
- 1971 - Message to the Young
- 1971 - The London Howlin' Wolf Sessions
- 1973 - The Back Door Wolf
- 1974 - The London Sessions Revisited
- 1975 - Change My Way

### Album live
- 1966 - Live in Cambridge, 1966
- 1972 - Live & Cookin' At Alice's Revisited

### Raccolte
- 1972 - Chester Burnett aka Howlin' Wolf
- 1975 - Change My Ways
- 1990 - Cadillac Daddy - Memphis Recordings 1952
- 1997 - His Best

### Singoli
- 1951 - Riding In The Moonlight/Morning at Midnight (RPM Records, 333)
- 1951 - Passing By Blues/Crying at Daybreak (RPM Records, 340)
- 1951 - My Baby Stole Off/I Want Your Picture (RPM Records, 347)
- 1955 - Who Will Be Next/I Have A Little Girlt (Chess, 1593)
- 1955 - Come To Me Baby/Don't Mess With My Baby (Chess, 1607)
- 1956 - Smokestack Lightning/You Can't Be Beat (Chess, 1618)
- 1956 - I Asked For Water/So Glad (Chess, 1632)